# Michael Morell

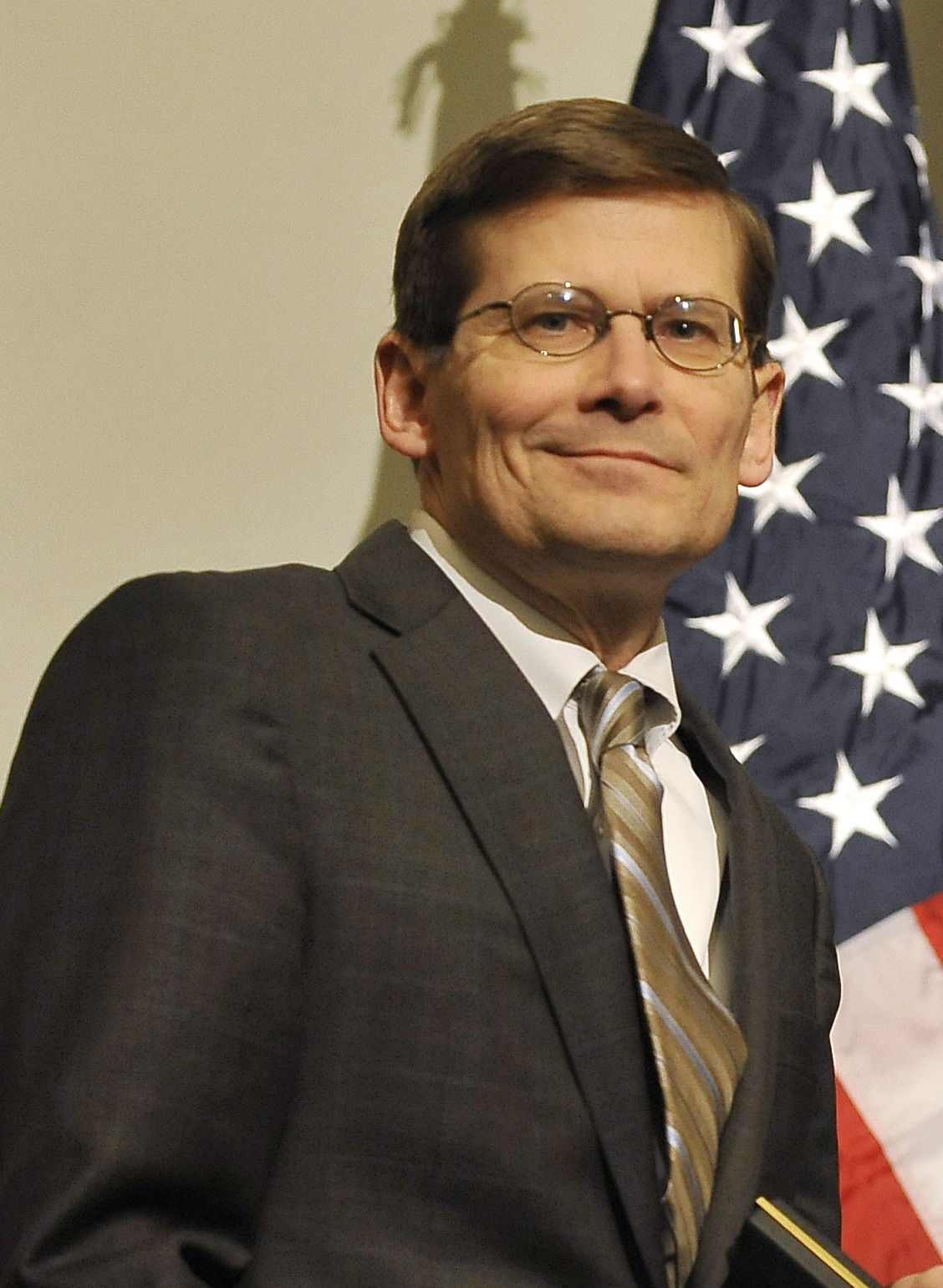
Michael Morell, 2013

Michael Joseph Morell (* 4. September 1958 in Cuyahoga Falls, Ohio) ist ein ehemaliger Deputy Director of the Central Intelligence Agency (DD/CIA). Nach den Rücktritten von Leon Panetta im Jahr 2011 und General David Petraeus im Jahr darauf war er zweimal für kurze Zeit auch kommissarischer Director of the Central Intelligence Agency (D/CIA).

## Leben
Morell begann seine Karriere bei der CIA 1980 als Analyst für internationale Energiefragen. Er war unter anderem ab 1999 Leiter der Abteilung Asien, Pazifik, Südamerika. Außerdem managte er das Team, das den täglichen Lagebericht für US-Präsident George W. Bush erstellte. Von 2006 bis 2008 war er der erste Associate Deputy Director (etwa: Beigeordnete des Stellvertretenden Direktors) der CIA, von 2008 bis 2010 Director for Intelligence im National Counterterrorism Center (Nationalen Antiterrorismuszentrum). Von Mai 2010 an war er stellvertretender CIA-Direktor, Nachfolger von Stephen Kappes. Von 1. Juli bis 6. September 2011 war er erstmals amtierender Direktor. Nachdem der CIA-Direktor General David Petraeus wegen einer Sexaffäre zurückgetreten war, übernahm Morell den kommissarischen Posten am 9. November 2012 erneut.
Zwischenzeitlich war auch Morell selbst als möglicher Nachfolger für Petraeus gehandelt worden. Wegen seiner Rolle im Fall des Bengasi-Anschlages auf die US-Botschaft in Libyen war Morell 2012 in die Kritik geraten. Morell soll Einfluss auf Formulierungsvorlagen für Regierungs- und Kongressmitglieder genommen haben, um die Rolle islamischer Terroristen bei dem Anschlag herunterzuspielen. Im Januar 2013 trat er als amtierender CIA-Direktor ab, im Juni auch als stellvertretender CIA-Direktor. Seit März 2013 stand John O. Brennan der CIA vor, ein früherer Sicherheitsberater von US-Präsident Obama. Morell verließ die CIA nach 33 Jahren mit der Begründung, mehr Zeit für seine Familie haben zu wollen. In der Folgezeit arbeitete Morell als Sicherheitsberater im Weißen Haus. Präsident Obama berief ihn als Mitglied seines Konsultativen Geheimdienstrates.
Seine Nachfolgerin war die Juristin Avril Haines, damit wurde erstmals eine Frau auf den Posten des stellvertretenden CIA-Direktors berufen.